# Antxón Muneta Beldarrain
Antxón Muneta Beldarrain (Bilbao, Vizcaya, 1 de junio de 1986) es un exfutbolista español. Juegaba de centrocampista y su últumo club fue la Gimnástica de Torrelavega.

## Carrera
Comenzó su carrera en 2005 jugando para el Portugalete. Jugó para el club hasta 2006. En ese año se fue al Zalla U. C., en donde estuvo hasta 2007. En ese año se fue al Barakaldo C. F.. Jugó para ese club hasta el año 2008. En ese mismo año se fue al Osasuna "B". Se mantuvo ahí hasta 2010. En ese año se fue al C. D. Mirandés, en donde jugó durante 4 años, llegando a disputar unas semifinales de Copa del Rey contra el Athletic Club, y logrando un histórico ascenso con el club Mirandés en la misma temporada 2011/12.
En 2014 fichó por el C. F. Reus Deportiu por dos temporadas, pero en el mercado de invierno de 2015 la U. D. Logroñés se hizo con sus servicios. En 2018 firmó por el Mérida de la Tercera División.
El 3 de febrero de 2020, ficha por la Gimnástica de Torrelavega, donde acabaria retirandose del fútbol.
El 01 de julio de 2023, pasa a formar parte del organigrama deportivo del Club Deportivo Mirandés, como analista de partidos.

## Clubes
| Club                      | País   | Año       |
| ------------------------- | ------ | --------- |
| Portugalete               | España | 2005-2006 |
| Zalla U. C.               | España | 2006-2007 |
| Barakaldo C. F.           | España | 2007-2008 |
| Osasuna "B"               | España | 2008-2010 |
| C. D. Mirandés            | España | 2010-2014 |
| C. F. Reus Deportiu       | España | 2014-2015 |
| U. D. Logroñés            | España | 2015-2018 |
| A. D. Mérida              | España | 2018-2019 |
| Gimnástica de Torrelavega | España | 2019-2021 |